# 甲を着た古墳人

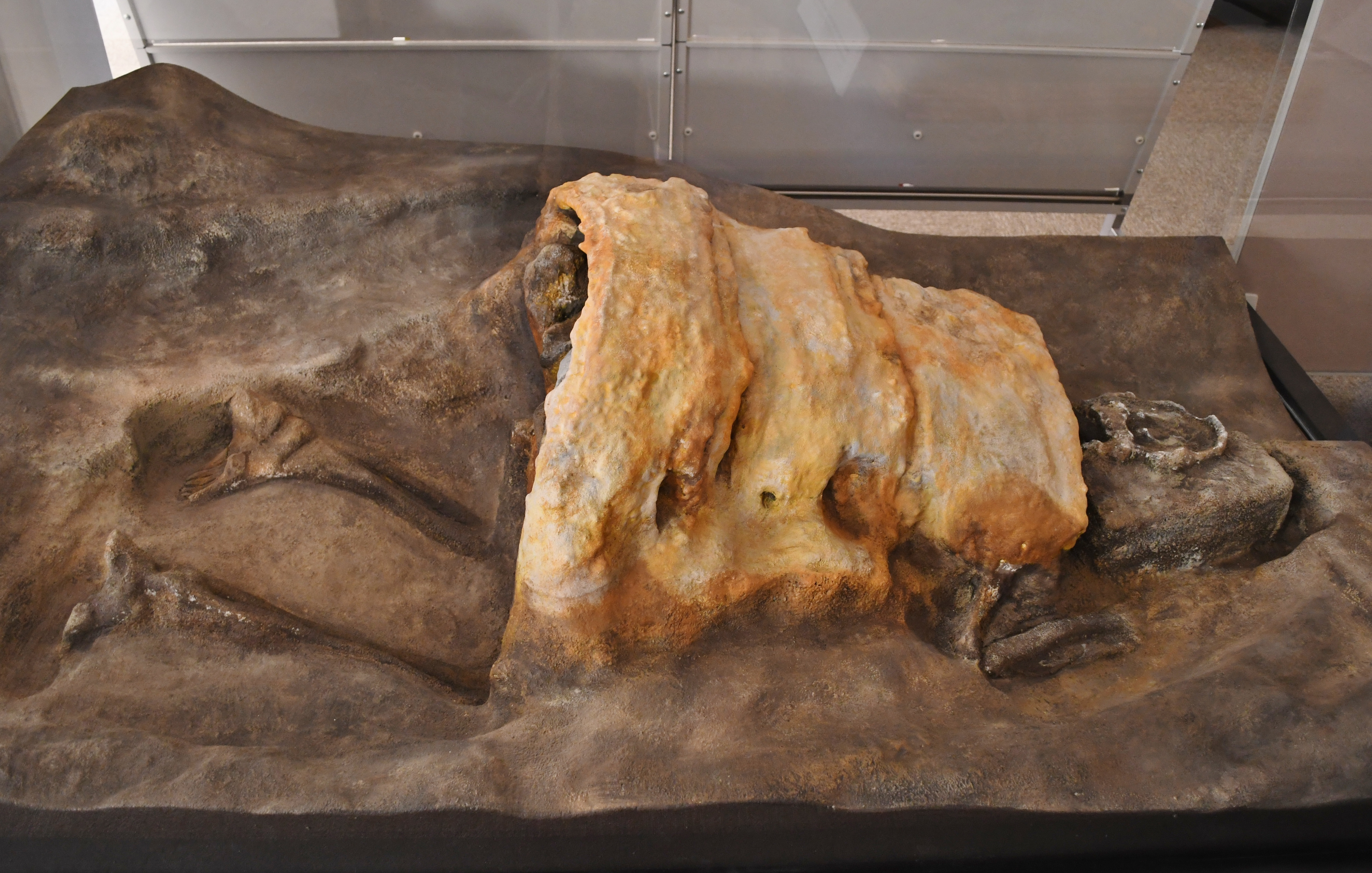
渋川市埋蔵文化財センターに展示された「甲を着た古墳人（複製）」。うつ伏せに倒れ、画面右側が頭部で左側が両足部。胴体を覆うように小札甲が完存する。

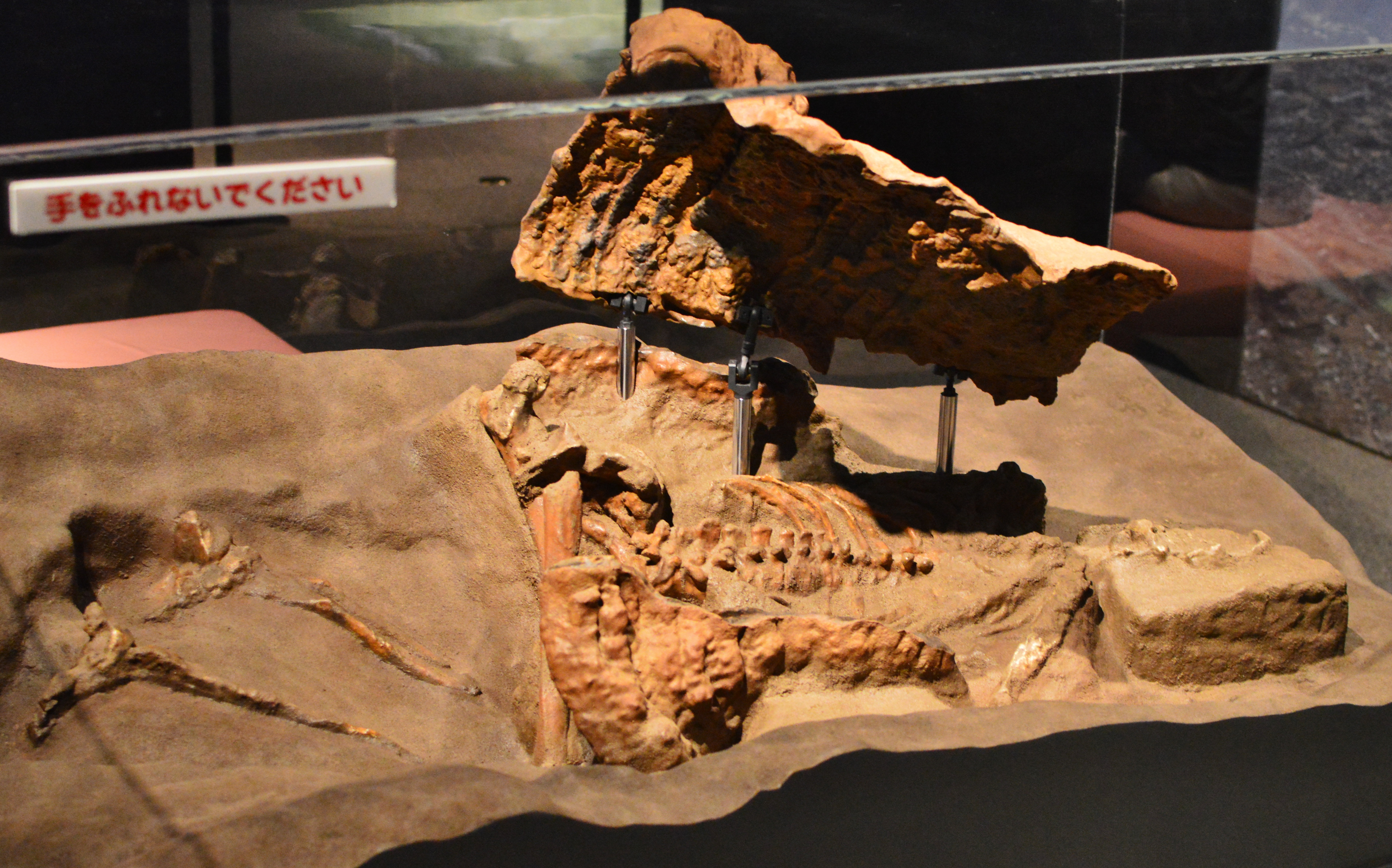
群馬県立歴史博物館に展示された「甲を着た古墳人」の複製。甲の内側に隠れた胴体部分（背骨など）が見えるように、甲を脇の部分で切って展開した展示となっている。

甲を着た古墳人（よろいをきたこふんじん）は、2012年（平成24年）11月19日に群馬県渋川市の金井遺跡群の1つ、金井東裏遺跡から発見された成人男性人骨である。古墳時代の6世紀初頭に発生した榛名山大噴火の際、小札甲と呼ばれる甲（鎧）を着たまま火砕流に巻き込まれた人物で、日本の発掘調査史上初の発見として注目された。

## 概要
渋川市金井の金井遺跡群は、榛名山北東山麓に拡がる扇状地上に立地する。古墳時代当時の群馬県域は、浅間山や榛名山（二ツ岳）の大規模な噴火に度々見舞われており、当地域には6世紀初頭の噴火による「榛名山二ツ岳渋川火山灰（Hr-FA）」と、6世紀中頃の噴火による「榛名山二ツ岳伊香保軽石（Hr-FP）」という大量の火山噴出物（テフラ）が降下し、分厚い堆積層が形成された。
榛名山二ツ岳の6世紀初頭の噴火の際には、火砕流を含む計15回にわたるHr-FAテフラの降下・堆積が確認されているが、二ツ岳の北東8キロメートルに位置する金井遺跡群の古墳時代集落は、最初の噴火と降灰の後に発生した火砕流の直撃を受け、瞬く間にテフラに埋没したと考えられている。この火砕流で被災した他の同時代遺跡として著名なものに、渋川市の中筋遺跡が知られる。また、6世紀中頃のHr-FPテフラにより被災した遺跡としては同市黒井峯遺跡が知られる。

## 調査に至る経緯

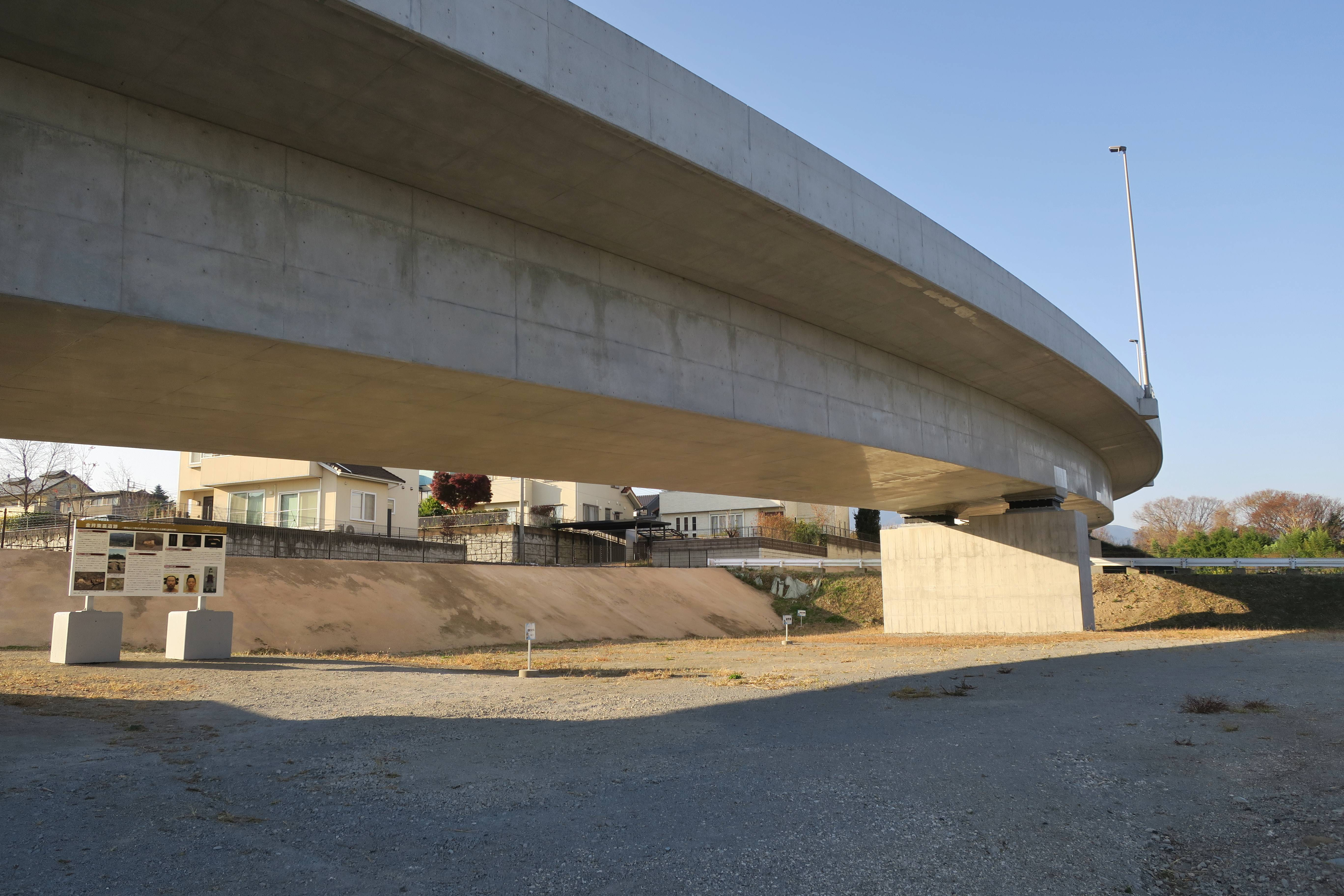
金井東裏遺跡と上信自動車道

渋川市内では、関越自動車道・渋川伊香保インターチェンジから長野県の上信越自動車道までを連絡する地域高規格道路・国道353号金井バイパス（上信自動車道）の建設が行われており、道路敷設予定地域に存在する埋蔵文化財包蔵地について公益財団法人群馬県埋蔵文化財調査事業団による発掘調査が行われていた。このうち金井東裏遺跡域内を通過する道路建設部分では、道に沿った細長い調査区が設定され、内部を13区に細分して2012年（平成24年）9月から発掘調査が開始された。

## 甲を着た古墳人の発見
9月に調査が開始された金井東裏遺跡では、Hr-FA層とHr-FP層が合わせて2メートル以上堆積していた。その下から、古墳時代後期の竪穴建物や溝状遺構、道路、5世紀後半の古墳2基などが発見された。そして11月19日には、第4調査区の31号溝と命名された溝状遺構から「甲を着た古墳人」が発見された。

## 出土状況
「甲を着た古墳人」は、31号溝の底から発見された。溝の底で膝を曲げて腕を地につけ、うつ伏せにうずくまるように倒れていた。胴体には、短冊状の小鉄板である小札（こざね）を紐で縅した（連接した）「小札甲」（挂甲とも）を身に付けていた。
31号溝の遺構内部を満たす覆土はHr-FAテフラで充填されており、「甲を着た古墳人」が火砕流が襲来した際に溝の底にうつぶせ、そのまま直撃を受けて埋没したことは確実である。
古墳人の遺体周囲には、同時に火砕流に巻き込まれた同人物の所持品とみられる遺物なども埋没していた。古墳人の所持品とみられるものとして矛と鉄鏃（束にした矢）が検出された。矛は刃部～袋部（木柄を差し込み接続するソケット状の部分）と把部との境目付近に鹿角（ろっかく:シカの角）製の装飾が付けられているものであった。鹿角製の装具を伴う矛の出土例は、熊本県宇城市の国越古墳出土例・福岡県行橋市の稲童21号墳出土例がある。
鉄鏃にも鹿角製の装飾が付けられており、他の事例では大阪府羽曳野市の峯ヶ塚古墳出土例があるが、極めて少ないうえ、当時古墳人が1度に装備していた矢の全てに鹿角装が付けられていた事例は、本遺跡が初であった。
他に古墳人が装着しているものとは別にもう1領分の小札甲（2号甲）が見つかった。これは鉄製ではない小札で構成されており、発見当初は骨製と報じられたが、後に鹿角製と判明した。骨を使用した甲は大韓民国の夢村土城で類例があるが、日本国内の、また鹿角を利用した小札甲は初の発見例となった。
このほか周囲では、首飾りをした女性人骨1体（首飾りの古墳人）、幼児人骨1体（幼児の古墳人）、乳児人骨1体（乳児の古墳人）が発見された。「首飾りの古墳人」は、火砕流の直撃を受けて左足を軸に回転するようにうつ伏せに倒れていた。「乳児の古墳人」は頭骨しか残存していなかったが、「幼児の古墳人」は手足を大の字に広げて倒れており、皆火砕流に巻き込まれた被災者であった。
同年12月13～14日に取り上げ作業が行われた。形状を崩さないために樹脂でコーティングし、周囲の地面ごと切り離して回収された。

### 特徴
周囲の地面ごと取り上げられた古墳人は、研究所で詳細な分析と、覆土の除去が行われた。その結果、四肢の骨は良好に遺存しており、甲以外にも刀子や提砥（さげと:砥石）を装備していることが確認された。身長は164センチメートルで、年齢は40歳代であった。後頭部骨は圧潰していたが、顔面部分の骨は残存しており、慎重に取り出し作業が行われた。のちに、この骨から、この人物の顔面復原がなされ、渡来系の特徴があることが判明した。
後頭部が輪切りになっている件について、能登健は、一度目の火砕流で後頭部以外が埋もれたのち、後発の火砕流によって露出していた後頭部が削り取られたものと考察する。
また、CTスキャンの結果、うつ伏せになっている頭骨（顔面）の下に冑（兜）が埋没していることがわかった。画像分析により、冑は5世紀から出現する「横矧板鋲留衝角付冑（よこはぎいたびょうどめしょうかくつきかぶと）」と呼ばれる衝角付冑であることが判明した。横矧板による錣（しころ）と、小札からなる頬当（ほおあて）が装備されていた。

## 意義
小札甲を身につけ、衝角付冑や矛・弓矢・砥石など豊富な所持品を持ち、その状態で火砕流に巻き込まれた古墳時代人遺体の発見などというのはこれまでに例がなく、考古学史に残る貴重な成果となった。甲を着た古墳人をはじめとする出土人骨を科学分析することで、その成分や形質的特徴から出身地や当時の食生活・生業の種類など、具体的な古墳時代の生活・社会像を明らかにすることが期待されている。
当人骨だけでなく、金井東裏遺跡と隣の金井下新田遺跡（併せて金井遺跡群）は、榛名山噴火に一瞬にして巻き込まれたことで首長居館を含む当時の集落全体が良好な状態で埋没・発見されており『世紀の発掘』とも形容される貴重な発見が相次いでいる。
甲を着た古墳人の甲冑は、群馬県渋川市の、県埋蔵文化財調査センター「発掘情報館」で所蔵展示されている。

## 甲を着たぐんまちゃん
「甲を着た古墳人」の発見をPRするため、群馬県および群馬県埋蔵文化財調査事業団は、ご当地キャラクターであるぐんまちゃんを甲冑で武装し、矛を持たせて「甲を着たぐんまちゃん」をデザインした。公開当初は古墳人が調査途上であり衝角付冑が見つかっていない段階だった。このため 「甲を着たぐんまちゃん」  は、群馬県で多くみられる武人埴輪（東京国立博物館所蔵の「埴輪 挂甲武人」などが著名）の甲冑姿をイメージしてか、頭の冑は武人埴輪が装備しているような6世紀代から出現する「竪矧広板鋲留衝角付冑」様のものでデザインされた。
しかしその後、CTスキャンにより古墳人の頭部下から冑が見つかり、その形式が5世紀から使われている「横矧板鋲留衝角付冑」であることが判明したため、ぐんまちゃんのデザインも修正された。